# 송덕호
송덕호(본명: 김정현, 1993년 5월 1일 ~ )는 대한민국의 배우이다.

## 학력
- 동국대학교 연극학과

## 출연작

### 영화
- 《스프린터》 (2023년) - 정호 역
- 《온 우주의 영주에게》 (2022년) - 현석 역
- 《헌트》 (2022년) - 남학생 1 역
- 《Re-BORN(리-본)》 (2021년) - 민성 (오늘의 초능력)
- 《차인표》 (2021년) - 영화사 스탭 역
- 《오늘의 초능력》 (2021년) - 민성 역
- 《세이레》 (2021년) - 링거 환자 역
- 《낫아웃》 (2021년) - 야구부 1 역
- 《스웰링》 (2020년) - 현우_수강생 역
- 《해치지않아》 (2020년) - 일반 관람객 2 역
- 《연기》 (2019년) - 정현 역
- 《매몽》 (2019년) - 철우 역
- 《TO DIE BY YOUR SIDE IS SUCH A HEAVENLY WAY TO DIE》 (2018년)
- 《해피 투게더》 (2018년) - 베드로 역
- 《변산》 (2018년) - 래퍼 1 역
- 《버닝》 (2018년) - 물류센터 알바지원자 역
- 《하교길》 (2015년)

### 드라마
- 《무빙》 (2023년, 디즈니+) - 장경고 일진 남 역
- 《미씽 : 그들이 있었다 2》 - 조정식 역
- 《치얼업》 (2022년, SBS) - 송호민 역
- 《모범택시 2》 (2022년, SBS) - 조종근 역
- 《일당백집사》 (2022년, MBC) - 서해안 역
- 《링크 : 먹고 사랑하라, 죽이게》 (2022년, tvN) - 지원탁 역
- 《소년심판》 (2022년, 넷플릭스) - 곽도석 역
- 《꽃 피면 달 생각하고》 (2021년 ~ 22년, KBS2) - 조지수 역
- 《모범택시》 (2021년, SBS) - 조종근 역
- 《드라마 스테이지 - 관종》 (2021년, tvN) - 김성필 역
- 《슬기로운 의사생활》 (2020년, tvN) - 외과 인턴 역
- 《저스티스》 (2019년, KBS2) - 심광희 역
- 《닥터 프리즈너》 (2019년, KBS2)
- 《진심이 닿다》 (2019년, tvN)
- 《왕이 된 남자》 (2019년, tvN)